# Sick wid It's Greatest Hits
Sick wid It's Greatest Hits — компіляція американського лейблу Sick Wid It Records, видана 9 листопада 1999 р. Реліз містить композиції з участю Spice 1, Too Short, Kurupt, E-40, B-Legit, Celly Cel, Levitti, Bo-Roc та ін.

## Список пісень
1. «Sprinkle Me» (E-40 з участю Suga-T) — 4:10 (з альбому In a Major Way)
2. «Hurricane» (The Click) — 4:21 (з альбому Game Related)
3. «City 2 City» (B-Legit з участю Levitti) — 3:49 (з альбому The Hemp Museum)
4. «The Worldwide Playaz» (D-Shot з участю Spice 1, Too Short та Bo-Roc) — 4:34 (з альбому Six Figures)
5. «Hustlas and Tendas» (Suga-T з участю B-Legit, Mac Shawn та G-Note) — 3:38 (з альбому Paper Chasin')
6. «Captain Save a Hoe» (E-40 з участю The Click та Captain Save 'Em) — 4:50 (з міні-альбому The Mail Man)
7. «It's Goin' Down» (Celly Cel) — 5:19 (з альбому Killa Kali)
8. «Mr. Flamboyant» (E-40) — 6:01 (з альбому Mr. Flamboyant)
9. «Check It Out» (B-Legit з участю Kurupt та E-40) — 5:20 (з альбому The Hemp Museum)
10. «(I'll Be Yo') Huckleberry» (D-Shot з участю E-40, Levitti та Saulter Twins) — 4:33 (із саундтреку «Booty Call»)
11. «Ghetto Smile» (B-Legit з участю Daryl Hall) — 4:14 (із саундтреку Dangerous Ground)
12. «Scandalous» (The Click з участю Roger Troutman) — 5:06 (з альбому Game Related)
13. «Things'll Never Change» (E-40 з участю Bo-Roc) — 5:03 (з альбому Tha Hall of Game)
14. «Heat 4 Yo Azz» (Celly Cel) — 4:20 (з альбому Heat 4 Yo Azz)
15. «Way Too Vicious» (B-Legit з участю E-40) — 4:51 (з альбому Tryin' to Get a Buck)

## Учасники
- Керрі, Bo-Roc — бек-вокал
- One Drop Scott — програмування ударних, зведення
- Studio Ton — клавішні, програмування ударних, зведення
- Тоун Капоне — клавішні